# 国际金日成奖

国际金日成奖（朝鲜语：／）是为表彰在研究和宣传主体思想中做出杰出贡献的个人颁发的奖项。该奖项以主体思想创造者，朝鲜第一任最高领导人金日成命名。
该奖项于1993年4月13日设立，当时朝鲜在印度新德里组织了国际金日成奖委员会，以纪念翌日到来的金日成八十一岁诞辰。
国际金日成奖由一枚金牌、证书、一枚纪念币和一份纪念牌组成。

## 奖项委员会
国际金日成奖委员会决定候选人并组织颁奖。该委员会在印度注册，总部位于新德里。理事会由一名秘书长和七名理事组成。
理事会的组成未公开，但已确定的成员包括：
- 阿尔瓦·查韦斯，理事（2002年）[3]，成员（2007年）[4]
- 井上修八，理事（2002年）[3]
- 维斯瓦纳特，秘书长（2012年）[5]

自2007年起，该奖项由国际金日成基金会（2012年更名为金日成金正日基金）颁发。

## 获奖人
- 井上秀八，1993年（首位获奖者[2][5]）
- 1994年和1995年分别有1人获奖，1996年2人获奖[2]。
- 维斯瓦纳特[5]，2002年4月13日[3]
- 金正日，[5]2007年2月16日[4]
- 诺罗敦·西哈努克，2012年3月29日[7]
- 拉蒙·希门尼斯·洛佩兹，国际主体思想研究所所长，2018年4月6日获奖[8]

2014年，乌干达总统约韦里·穆塞韦尼获提名国际金日成奖，但穆塞韦尼拒绝接受。